# Jun’ya Ōsaki
Jun’ya Ōsaki (japanisch 大﨑 淳矢 Ōsaki Jun’ya; * 2. April 1991 in Toyama, Präfektur Toyama) ist ein japanischer Fußballspieler.

## Karriere
Ōsaki erlernte das Fußballspielen in der Jugendmannschaft von Sanfrecce Hiroshima. Hier unterschrieb er 2009 auch seinen ersten Vertrag. Der Verein spielte in der höchsten japanischen Liga, der J1 League. Mit dem Verein wurde er 2012 japanischer Meister. Für Sanfrecce absolvierte er 22 Erstligaspiele. 2013 wechselte er zum Zweitligisten Tokushima Vortis. Am Ende der Saison 2013 stieg der Verein in die erste Liga auf. Nach nur einem Jahr musste er mit dem Klub im darauffolgenden Jahr wieder in die zweite Liga absteigen. Für den Verein absolvierte er 152 Ligaspiele. 2018 wechselte er zum Ligakonkurrenten Renofa Yamaguchi FC. Für den Verein absolvierte er 32 Ligaspiele. 2019 wechselte er zum Ligakonkurrenten Tochigi SC. Nach 37 Spielen für Tochigi unterschrieb er im Januar 2021 in Toyama einen Einjahresvertrag beim Drittligisten Kataller Toyama. Hier kam er in der dritten Liga nicht zum Einsatz. Im Januar 2022 ging er in die vierte Liga, wo er in Tokio einen Vertrag bei Criacao Shinjuku unterschrieb.

## Erfolge
Sanfrecce Hiroshima
- Japanischer Meister: 2012
- Japanischer Ligapokalfinalist: 2010